# Хэнг Сэн университет Гонконга
Хэнг Сэн университет Гонконга (кит. 香港恒生大學, The Hang Seng University of Hong Kong или HSUHK) получил статус университета в 2018 году.

## Структура
- Факультет бизнеса (департаменты бухгалтерского учёта, экономики и финансов, менеджмента, маркетинга)
- Факультет коммуникации
- Факультет принятия решений (департаменты вычислительный, математики и статистики, цепочки поставок и управления информацией)
- Факультет гуманитарные и социальные науки (департаменты китайского языка, английского языка, социальных наук)
- Факультет перевода[2]